# 赫連延
赫连延（?—?），中国五胡十六国时代匈奴铁弗部人，夏國开国皇帝赫连勃勃的第二子。
414年，夏王赫连勃勃册立夫人梁氏为王后，册封赫連延为阳平公，赫連延的大哥赫連璝為太子，三弟赫連昌為太原公，四弟赫连伦為酒泉公，五弟赫连定为平原公。赫連滿为河南公，赫連安为中山公。424年，赫連璝杀死赫连伦，反叛，赫連昌再杀死赫連璝。次年，赫連昌即位。赫連昌被北魏俘虏后，赫连定即位。